# Nepáli rúpia
A rúpia (dévanágari írással: रूपैयाँ) Nepál hivatalos pénzneme 1932 óta.
1993 óta az indiai rúpiához van kötve az árfolyama.

## Bankjegyek
A bankjegyek előlapjain a köztársaság kikiáltása után a Csomolungma képe látható ott, ahol korábban a király képe szerepelt.
2010. január 8-án új 1000 rúpiás bankjegyet bocsátottak ki.
2011. március 15-én hivatalosan is visszavonták a korábbi király arcképével ellátott bankjegyeket.

### 2012-es sorozat
| Névérték   | Méret       | Szín             | Leírás                                            | Leírás                 | dátumok    | dátumok     |
| Névérték   | Méret       | Szín             | Előlap                                            | Hátlap                 | kibocsátás | visszavonás |
| ---------- | ----------- | ---------------- | ------------------------------------------------- | ---------------------- | ---------- | ----------- |
| 5 rúpia    | -           | vörös            | Csomolungma                                       | jakok                  | 2012       | forgalomban |
| 10 rúpia   | -           | barna            | Csomolungma                                       | antilopok              | 2012       | forgalomban |
| 20 rúpia   | -           | vörös            | Csomolungma                                       | -                      | 2012       | forgalomban |
| 50 rúpia   | 142 x 70 mm | kék              | Csomolungma                                       | sörényes tahr          | 2012       | forgalomban |
| 100 rúpia  | -           | zöld             | Csomolungma                                       | orrszarvú              | 2012       | forgalomban |
| 500 rúpia  | -           | sárga            | Csomolungma                                       | tigrisek               | 2012       | forgalomban |
| 1000 rúpia | 172 x 70 mm | zöld, kék, barna | Csomolungma, Swayambhunath stupa, Harati temploma | elefánt, a bank logója | 2012       | forgalomban |